# Субаря
Субаря (рос. Субаря) — улус Окинського району, Бурятії Росії. Входить до складу Сільського поселення Сойотського.
Населення — 26 осіб (2015 рік).